# Villeneuve (Alpy Górnej Prowansji)
Villeneuve – miejscowość i gmina we Francji, w regionie Prowansja-Alpy-Lazurowe Wybrzeże, w departamencie Alpy Górnej Prowansji.

## Demografia
Według danych na rok 1990 gminę zamieszkiwało 2516 osób, a gęstość zaludnienia wynosiła 98 osób/km². W styczniu 2015 r. Villeneuve zamieszkiwało 3839 osób, przy gęstości zaludnienia wynoszącej 149,6 osób/km².